# SRF info
SRF Info – kanał telewizyjny o profilu informacyjnym, nadawany przez Schweizer Radio und Fernsehen, niemieckojęzyczną część szwajcarskiego publicznego nadawcy telewizyjnego SRG SSR. Próbna emisja kanału rozpoczęła się w 1999 roku, na stałe nadaje od 2001 r.
Kanał jest dostępny w niemieckojęzycznej części Szwajcarii w cyfrowym przekazie naziemnym, a w całym kraju w sieciach kablowych i przekazie satelitarnym.